# 日炭站
日炭站（韓語：일탄역）是朝鮮民主主義人民共和國咸镜北道吉州郡的一個鐵路車站，属于日炭线。

## 邻近车站
日炭线
蘆洞站 - 日炭站